# 9 avril 1915
Le vendredi 9 avril 1915 est le 99e jour de l'année 1915.

## Naissances
- Albert Rémy (mort le 26 janvier 1967), acteur français
- André Villiers (mort le 8 juin 1983), entomologiste et herpétologiste français
- Bill Clement (mort le 10 février 2007), joueur de rugby
- Daniel Johnson (mort le 26 septembre 1968), premier ministre du Québec de 1966 à 1968
- Leonard Wibberley (mort le 22 novembre 1983), auteur irlandais de littérature d'enfance et de jeunesse
- Paul Fabre (mort le 13 février 2009), chef d'entreprise français (1915-2009)

## Décès
- Alexandre Bétolaud (né le 14 janvier 1828), avocat français
- Karl Ernst Forberg (né le 20 octobre 1844), graveur et peintre de l'École de peinture de Düsseldorf (1844-1915)
- Friedrich Löffler (né le 24 juin 1852), médecin et bactériologiste allemand
- Gaston Méliès (né le 12 février 1852), réalisateur français
- Léopold Louis-Dreyfus (né le 5 mars 1833), homme d'affaires français, fondateur du groupe Louis-Dreyfus (matières premières agricoles)

## Événements
- Fin de la bataille de Zwinin